# Радмила
Радмила је популарно женско име у Србији. Изводи се од словенских речи рада (женски род од раде што значи срећа) и речи мила.

## Надимци
Рада, Радка, Радушка, Радица, Лала, Мила, Ми

## Познати носиоци
- Радмила Бакочевић (рођена 1933), српски оперски сопран са великом међународном оперском каријером од 1955. до 1982.
- Радмила Коди (рођена 1975), певачица Навахо/Дине и активисткиња за права староседелаца
- Радмила Дрљача (рођена 1959), југословенска рукометашица
- Радмила Хрустановић (рођена 1952), српска политичарка
- Радмила Караклајић (рођена 1939), српска певачица и глумица
- Радмила Рада Манојловић (рођена 1985), српска поп фолк певачица
- Радмила Миљанић Петровић (рођена 1988), црногорска рукометашица
- Радмила Перишић (1980), српска џудисткиња
- Радмила Шекеринска (рођена 1972), македонска политичарка и министарка одбране
- Радмила Савић (рођена 1961), југословенска рукометашица
- Радмила Шекеринска (рођена 1972), лидер Социјалдемократског савеза Македоније
- Радмила Смиљанић (рођена 1940), српска оперска певачица
- Радмила Василева (рођена 1964), бугарска кошаркашица